# José del Castillo (pintor)
José del Castillo (Madrid, 1737- 1793) fou un pintor espanyol. Va començar la seva formació amb José Romero amb només deu anys. Posteriorment, gràcies a una beca atorgada pel primer ministre José de Carvajal, marxa pensionat a Roma, a ampliar els seus coneixements al taller de Corrado Giaquinto. A meitat de la seva pensió va haver de tornar a Madrid, ja que el rei Ferran VI va requerir els serveis de Giaquinto. Tot i això, va continuar l'aprenentatge amb el seu mestre, però a Madrid. Mentrestant, va aprofitar per inscriure's a l'Acadèmia de Belles Arts de San Fernando.
El 1756 rebé la Medalla d'or del concurs triennal de la Reial Acadèmia de Belles Arts de San Fernando. El 1758 va tornar a obtenir una beca de sis anys per anar a Roma, on arribaria el 20 de desembre del mateix any, on es va inscriure a l'Acadèmia Capitolina i va fer pràctiques dibuixant les figures del capitoli. El 1764, juntament amb l'arquitecte Juan de Villanueva, va visitar les runes d'Herculà. De retorn a Madrid, el 1770 va començar a pintar un centenar de cartrons de tapissos per a la fàbrica de tapissos de Santa Bàrbara Aquests treballs li van donar cert renom com a pintor i decorador dins la cort.
Treballa com a deixeble d'Anton Rafael Mengs durant el disseny de diversos tapissos per decorar el Palau del Pardo. Un altre treball com a decorador fou la restauració de les pintures del Casón del Real Sitio del Buen Retiro i la decoració de l'altar real de l'església parroquial d'Urrea de Jaén. Sota la protecció del comte de Floridablanca, el 1787 va pintar els sostres de la casa del rei.
Com a il·lustrador, realitzà una edició d'El Quijote de la Real Academia Española, amb altres artistes com Antonio Carnicero i Gregorio Ferro.
Va intentar diverses ocasions esdevenir pintor reial a la fàbrica de Santa Bárbara, cosa que no va aconseguir mai.
Al fons del Museu Nacional d'Art de Catalunya es conserven alguns dibuixos seus, una Al·legoria de la Redempció i tres estudis de figures humanes, provinents de la col·lecció privada de Raimon Casellas.